# Adelheid Mette
Adelheid Mette (* 12. Dezember 1934 als Adelheid Bartolomäus in Belgard an der Persante; † 3. März 2023) war eine deutsche Indologin und Hochschullehrerin.

## Leben
Sie studierte an der Universität Hamburg (1953–1958). Nach der Promotion 1959 in Hamburg (Die aiolischen Versmaße in den Dramen des Euripides), der Habilitation 1972 und Lehrbefugnis für Indologie an der Universität Hamburg und der Umhabilitation 1973 nach München wurde sie 1978 außerplanmäßige Professorin an der Ludwig-Maximilians-Universität. 1980 wurde sie Universitätsprofessorin für Mittelindische Sprachen in München. Von 1988 bis 2000 war sie Inhaberin des Lehrstuhls für Indologie und Direktorin des Indologischen Seminars der Universität Münster. Seit 2000 hatte sie einen Lehrauftrag am Institut für Indologie und Iranistik in München.
Ihre Schwerpunkte in Forschung und Lehre waren Jainismus, Buddhismus, Vedisch und Jaina-Prakrit.

## Schriften (Auswahl)
- Indische Kulturstiftungsberichte und ihr Verhältnis zur Zeitaltersage. Mainz 1973, OCLC 490594594.
- Piṇḍʾesaṇā. Das Kapitel der Oha-nijjutti über den Bettelgang. Wiesbaden 1974, ISBN 3-515-01804-2.
- als Herausgeberin: Durch Entsagung zum Heil. Eine Anthologie aus der Literatur der Jaina. Zürich 1991, ISBN 3-545-20705-6.
- als Herausgeberin: Die Gilgitfragmente des Kāraṇḍavyūha. Swisttal-Odendorf 1997, ISBN 3-923776-29-2.